# Bača pri Podbrdu
Bača pri Podbrdu (Duits: Fetschendorf) is een plaats in Slovenië en maakt deel uit van de gemeente Tolmin in de NUTS-3-regio Goriška. De plaats telde 19 inwoners op 1 januari 2020.